# Adventure Game Interpreter
Adventure Game Interpreter o AGI es un parser de aventuras gráficas creado por Sierra On-Line y utilizado por todas sus aventuras gráficas entre 1984 y 1988, hasta que fue sustituido por el superior técnicamente y más longevo Sierra's Creative Interpreter o SCI. Es el primer parser de aventuras gráficas de la historia de los videojuegos.

## Historia
Entre 1980 y 1984, Sierra se había dedicado a realizar aventuras conversacionales, utilizando cada una un motor diferente. En 1983, IBM encargó a Sierra que realizaran un videojuego de aventura que fuera superior a todo lo visto hasta el momento, que serviría para lanzar su plataforma IBM PCjr. Para ello, idearon un videojuego de aventura en el que, a diferencia de las aventuras conversacionales, todo estuviera animado, y los personajes pudieran moverse por los gráficos, por delante y detrás de los objetos, en un efecto pseudo-tridimensional. Del proyecto se encargarían Ken Williams y Roberta Williams.
Para realizar la tarea, en un principio contactaron con Arthur Abraham, que diseñó un lenguaje de programación que se llamó Game Assembly Language. Abraham fue despedido de Sierra, por lo que IBM, con tal de que el proyecto tuviera éxito, colaboró en el desarrollo del parser AGI. El primer videojuego creado con este parser, la que es oficialmente la primera aventura gráfica de la historia, fue King's Quest I: Quest for the Crown. A partir de entonces, AGI se utilizó en todas las aventuras gráficas de Sierra, entre las que cabe destacar King's Quest II, King's Quest III, Space Quest I, Leisure Suit Larry I y Police Quest entre otros.
AGI fue desarrollado pensando en las capacidades de IBM PCjr. Así, la resolución máxima de pantalla era de 160x200 a un máximo de 16 colores. No había soporte para tarjetas de sonido (inexistentes en la época), ni ratón, aunque sí para joystick. Las acciones se introducían mediante una línea de comando en la parte inferior de la pantalla. Había que teclear órdenes como "open door" ("abrir puerta") o "take key" ("recoger llave") cuando el personaje estuviera cerca del objeto a manipular. A pesar de que fue portado a múltiples plataformas posteriormente, siguió teniendo la misma configuración técnica en todas ellas.
Para finales de los ochenta, las capacidades técnicas de los ordenadores habían evolucionado considerablemente, y AGI acabó quedando desfasado. Es por eso que Sierra desarrolló una nueva interfaz que las aprovechara mejor, SCI, que fue lanzado en 1988. El último título que utilizaría AGI fue Manhunter 2: San Francisco, en 1989.

## Títulos basados en AGI
- King's Quest I: Quest for the Crown (1984)
- King's Quest II: Romancing the Throne (1985)
- The Black Cauldron (1986)
- Donald Duck's Playground (1986)
- King's Quest III: To Heir Is Human (1986)
- Space Quest I: The Sarien Encounter (1986)
- Leisure Suit Larry I (1986)
- Mixed-Up Mother Goose (1987)
- Police Quest I (1987)
- Space Quest II: Vohaul's Revenge (1987)
- Gold Rush! (1988)
- Manhunter: New York (1988)
- King's Quest IV: The Perils of Rosella (1988)
- Manhunter 2: San Francisco (1989)